# Łyżwiarstwo szybkie na Zimowych Igrzyskach Olimpijskich 1988 – bieg na 1500 m kobiet
Bieg na 1500 metrów kobiet w łyżwiarstwie szybkim na Zimowych Igrzyskach Olimpijskich 1988 rozegrano 27 lutego na torze Olympic Oval. Mistrzynią olimpijską na tym dystansie została Holenderka Yvonne van Gennip, ustanawiając jednocześnie nowy rekord olimpijski. 

## Wyniki
| Miejsce | Zawodniczka               | Państwo           | Czas    |
| ------- | ------------------------- | ----------------- | ------- |
| 01 !    | Yvonne van Gennip         | Holandia          | 2:00,68 |
| 02 !    | Karin Enke                | NRD               | 2:00,82 |
| 03 !    | Andrea Ehrig-Mitscherlich | NRD               | 2:01,49 |
| 4       | Bonnie Blair              | Stany Zjednoczone | 2:04,02 |
| 5       | Jelena Łapuga             | ZSRR              | 2:04,24 |
| 6       | Seiko Hashimoto           | Japonia           | 2:04,38 |
| 7       | Gunda Kleeman             | NRD               | 2:04,68 |
| 7       | Erwina Ryś-Ferens         | Polska            | 2:04,68 |
| 9       | Song Hwa-seon             | Korea Północna    | 2:05,25 |
| 10      | Leslie Bader              | Stany Zjednoczone | 2:05,53 |
| 11      | Natalie Grenier           | Kanada            | 2:06,80 |
| 12      | Marieke Stam              | Holandia          | 2:07,00 |
| 13      | Katie Class               | Stany Zjednoczone | 2:07,30 |
| 14      | Ariane Loignon            | Kanada            | 2:07,63 |
| 15      | Jelena Tumanowa           | ZSRR              | 2:07,71 |
| 16      | Anja Mischke              | RFN               | 2:08,52 |
| 17      | Zofia Tokarczyk           | Polska            | 2:08,54 |
| 18      | Jane Goldman              | Stany Zjednoczone | 2:08,72 |
| 19      | Natsue Seki               | Japonia           | 2:08,89 |
| 20      | Edel Therese Høiseth      | Norwegia          | 2:09,34 |
| 21      | Chantal Côté              | Kanada            | 2:09,62 |
| 22      | Han Chun-ok               | Korea Północna    | 2:09,66 |
| 23      | Caroline Maheux           | Kanada            | 2:10,83 |
| 24      | Kim Young-ok              | Korea Południowa  | 2:11,95 |
| 25      | Minna Nystedt             | Norwegia          | 2:12,40 |
| 26      | Choi Hye-sook             | Korea Południowa  | 2:12,96 |
| 27      | Stéphanie Dumont          | Francja           | 2:13,01 |
| 28      | Bibija Kerla              | Jugosławia        | 2:21,69 |